# Honorato de Milán
Honorato de Milán fue un obispo italiano, venerado como santo por la Iglesia Católica. Se le atribuye el traslado de la población a Génova, evitando así que los lombardos masacraran al pueblo de Milán.

## Hagiografía
No se sabe mucho de su vida laica. Posiblemente nació entre el siglo V y VI, en el seno de una noble familia milanesaː los Castiglioni.
Fue consagrado como arzobispo de Milán en 567, convirtiéndose en el 29° hombre en ocupar la sede. Las circunstancias indican que fue elegido por la muerte sucesiva de sus dos predecesores, víctimas de una peste que asoló a la ciudad en ese tiempo.

En 569, fue interrumpida su regencia por la amenaza de los lombardos, dirigidos por el rey Albonio, quienes hostigaron a las poblaciones cercanas. Antes de la llegada de los lombardos, Honorato trasladó la sede a Génova, donde se estableció el pueblo de Milán de manera temporal, por 80 años ininterrumpidos.
Falleció allí el 7 de febrero de 572.

## Onomástico y Culto público
Se le conmemora el 8 de febrero, día de su deceso. No se le ha canonizado oficialmente, sin embargo, la tradición de su culto es tan antiquísima, que se le considera santo, por la perpetuación de su memoria.
Sus reliquias reposan en la ciudad de Milán.